# Cafémuur-illusie

Cafémuur-illusie

De cafémuur-illusie is een optische illusie die voor het eerst werd beschreven door
Richard Gregory in 1973. Gregory geeft aan dat hij zijn verhaal heeft ontleend aan Steve Simpson, een collega van zijn laboratorium, die het effect had opgemerkt op de muren van een plaatselijk café in Bristol.
De parallelle, horizontale lijnen op het plaatje lijken schuin weg te lopen. Afwisselend lichte en donkere bakstenen (of tegels) zijn op elkaar gestapeld, maar telkens iets verschoven ten opzichte van de onderliggende laag. Voor de illusie is het essentieel dat tussen de stenen een (getekende) specielaag aanwezig is in een tussenkleur die het midden houdt tussen de twee kleuren van de stenen. Dus een grijze specielaag tussen witte en zwarte stenen. 